# Armadillidium maccagnoi
Armadillidium maccagnoi är en kräftdjursart som beskrevs av Arcangeli 1960. Armadillidium maccagnoi ingår i släktet Armadillidium och familjen klotgråsuggor. Inga underarter finns listade i Catalogue of Life.